# Nigerianische Billie-Jean-King-Cup-Mannschaft
Die nigerianische Billie-Jean-King-Cup-Mannschaft ist die Tennisnationalmannschaft von Nigeria, die im Billie Jean King Cup eingesetzt wird. Der Billie Jean King Cup (1963 bis 1995 Federation Cup, 1996 bis 2020 Fed Cup) ist der wichtigste Wettbewerb für Nationalmannschaften im Damentennis, analog dem Davis Cup bei den Herren.

## Geschichte
Das nigerianische Billie-Jean-King-Cup-Team nimmt seit 2021 an dem Wettbewerb teil.

## Teamchefs
- Rotimi Akinloye: 2021–

## Spielerinnen der Mannschaft
(Stand: 17. Juli 2022)
| Spielerinnen            | Einsätze | Einsätze | Einsätze   |
| Spielerinnen            | erster   | letzter  | Bilanz S/N |
| ----------------------- | -------- | -------- | ---------- |
| Adetayo Adetunji        | 2022     | 2022     | 0:4        |
| Adesuwa Osabuohien      | 2021     | 2022     | 4:8        |
| Ofure Osabuohien        | 2022     | 2022     | 0:1        |
| Barakat Oyinlomo Quadre | 2021     | 2022     | 4:3        |